# 上野戰爭
上野戰爭是日本戊辰戰爭中的一場戰役，發生於1868年7月4日，交戰雙方為明治新政府軍和彰義隊等的舊幕府軍。戰役後彰義隊幾乎全滅，新政府軍則掌握江戶以西的日本。

## 戰爭背景
江戶無血開城，幕府將軍德川慶喜投降後，江戶附近一帶的幕府軍隊先後投降，但駐守上野的彰義隊打算抵抗到底。彰義隊堅守寬永寺，挾持寬永寺的住持，令新政府軍暫時按兵不動。

## 戰爭過程

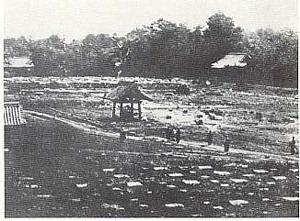
在上野戰爭中遭到破壞的寬永寺，攝於1868年

1868年7月4日上午，新政府軍攻撃寬永寺南邊的黑門，彰義隊防守失敗。新政府軍一舉攻入寬永寺，彰義隊最终戰敗。寬永寺建築在砲擊下，數千棟房屋被焚毀，只有清水觀音堂、東照宮、五重塔及大佛殿未遭受波及。